# NGC 6964
NGC 6964 (również PGC 65379 lub UGC 11629) – galaktyka eliptyczna (E), znajdująca się w gwiazdozbiorze Wodnika. Odkrył ją William Herschel 12 sierpnia 1785 roku.